# Khālakī
Khālakī (persiska: خالَك, Khālak, خالکی) är en ort i Iran.   Den ligger i provinsen Gilan, i den norra delen av landet, 230 km nordväst om huvudstaden Teheran. Antalet invånare är 268.
Terrängen runt Khālakī är mycket platt. Runt Khālakī är det ganska tätbefolkat, med 155 invånare per kvadratkilometer. Närmaste större samhälle är Lāhījān, 18,9 km sydost om Khālakī. Trakten runt Khālakī består till största delen av jordbruksmark.